# 新加坡州
新加坡州，簡稱星洲，是马来西亚的一个已不存在的州属，设立于1963年9月16日，1965年8月9日独立成为新加坡共和国。1963年9月16日，马来亚联合邦、北婆罗洲（沙巴）、砂拉越和新加坡共同组建马来西亚联邦。新加坡英属时期结束，成为马来西亚的一个州。这象征着英国对新加坡自1819年史丹福·莱佛士促成现代新加坡的建立起、长达144年的统治正式结束。
然而，新加坡州与马来西亚联邦政府在经济、财政、政治上的意见经常相左。1964年马来西亚大选中，以新加坡州为根据地的人民行动党参加大选，被联邦政府的执政党马来民族统一机构（巫统）视为对马来人至上的政治系统的威胁。同年在新加坡州发生牵涉到华人社群和马来人社群的大型种族骚乱。1965年，人民行动党的对手社会主义阵线在巫统的支持下参选芳林区补选。1965年，时任马来西亚首相东姑阿都拉曼决定将新加坡州从联邦中除名。马来西亚国会于1965年通过紧急修宪将新加坡州逐出马来西亚联邦。同年8月9日，新加坡州获得独立，成立新加坡共和国。

## 加入联邦前的准备
自1955年的大卫·马绍尔开始，新加坡的政治人物便不断游说东姑阿都拉曼以让新加坡加入马来亚联邦，但皆被东姑拒绝。东姑有其顾虑，主要是要维持联邦内种族比例的平衡、巫统在联盟的话语权以及马来人在政治上的主导地位。一旦让新加坡加入联邦，庞大的华裔人口会让新联邦内的华人总数（360万人）超越马来人人口（340万人），进而影响到整个联邦的稳定性。
即便如此，对东姑而言，将新加坡排除在联邦之外的情况下让其取得独立所带来的危害更大，一旦新加坡政府落入敌对势力的手中后果更是不堪设想。作为去殖民化和英国势力撤出马来亚的一环，新加坡和英国在伦敦殖民地部的宪制谈判成功达成了协议，并制订了1958年《新加坡（宪法）枢密令》，更在1959年选出第一届完全民选的立法会。东姑担心下一轮的宪制谈判会给予新加坡更多的自治权，将新加坡置于马来亚或英国的掌控之外，一旦情况失控就会变成英国官员所说的那样：柔佛海峡将出现一道「蠟染帷幕」(batik curtain)，让其它政治势力在新加坡壮大，甚至会让新加坡成为马来亚南端的“古巴”（指共产政权）。1961年4月29日，左翼政党人民联合党的代表王永元在芳林补选中轻松击败人民行动党的代表，进一步加深了东姑对左翼势力壮大的顾虑。
东姑也对另一个东南亚大国——印尼的局势感到担忧。蘇卡諾治理下的印尼实行指导式民主，民族主义和扩张主义的呼声高涨，并在区域内展开了多项行动，包括入侵西巴布亚以及后来的马印对抗。
尽管当时这些事还没浮上台面，东姑早在1960年6月便基于以上种种因素而开始考虑让新加坡加入联邦。在共和联邦首席部长会议中，他向殖民地部的珀斯勋爵表示，若除了新加坡以外，英屬婆羅洲也加入联邦的话，他将对整个合并计划持开放态度。这么做不止能让联邦获得更多的领土、人口以及资源，婆罗洲土著的人口总数也能抵消因新加坡加入而激增的华人人口，以此平衡整个联邦的种族比例。
1961年5月27日，东姑在新加坡的外国通讯员午餐会发表演说，他提到英属婆罗洲、马来亚联邦和新加坡，有很大的机会成为一个拥有较密切关系的组织。除此之外，他认为要建立的不但是个关税同盟，而且是个完整的同盟，并成为一个单一的政治实体，即马来西亚联邦。

### 马来西亚协定
马来西亚协定中提到新加坡的部分包括：
- 联合邦同意新加坡保留劳工和教育方面的自主权，而防务和外交等重要事务则上交联邦政府[10]
- 联合邦仅同意分配给新加坡15个国会议席，而不是按人口比例分配下的25席[10]
- 新加坡要向联邦政府上缴其总收入的40%作为税款，并向东马地区提供1.5亿元的贷款，其中三分之二免息长达5年。新马将在12年内建立一个共同市场[11][12]
- 新加坡公民将成为马来西亚公民，并保留新加坡公民权，但新加坡公民不能参加马来亚的大选，只能在新加坡投票。马来亚的公民也不能到新加坡从政[13]

## 加入联邦
新加坡原定于1963年8月31日，也就是大马宣布独立的那一天加入联邦。不过，在印尼的强烈反对之下，联合国当时尚在北婆（今沙巴）和砂拉越展开关于两地加入联邦的意愿的公民投票程序，时任首相东姑阿都拉曼因此将计划延后至1963年9月16日。
尽管如此，李光耀还是于1963年8月31日在政府大厦前广场单方面宣布新加坡独立。 1963年9月16日适逢李光耀40岁生日，李光耀再次在广场前对群众发表讲话，宣布新加坡是马来西亚的一部分。除了宣布效忠于联邦政府、东姑阿都拉曼与其同僚之外，李光耀也要求“新加坡州和联邦政府的关系应该是体面的，且双方应该维持如同兄弟、而不是主仆一般的关系”。

## 种族关系紧张
新加坡加入马来西亚不到两年，当地种族间的紧张关系急剧升温。尽管马来西亚政府在公民权方面做出让步，在独立后给予大批中国移民公民权，但联邦政策中的优惠性差别待遇——宪法第153条文却依然遭到新加坡华人的强烈反对。这项条文给予马来人各项特权以保障他们的地位，其中包括在经济和财政方面实行马来人优先的政策、伊斯兰教是唯一的官方宗教但非穆斯林可享有宗教自由。
联邦政府指责人民行动党亏待马来人的举措也大大地煽动了新加坡马来人的情绪。种族骚乱不断发生，政府为了维稳而持续实施宵禁。
当时，马来西亚与周边国家的外交关系也很紧张。印尼政府强烈反对马来西亚的成立，印尼总统苏卡诺发动马印对抗，并诉诸各项行动。1965年3月，印尼突击队员在麦唐纳大厦引爆炸弹，造成3人死亡。印尼政府更煽动新加坡马来人，挑起他们对新加坡华人的仇视情绪。1964年7月21日的穆罕默德诞辰，新加坡加冷煤气厂附近爆发种族冲突，造成23人死亡，数百人受伤，此事件日后也成为了新加坡最广为人知的种族骚乱之一。1964年9月出现了更多的种族骚乱事件，导致交通系统中断以及食品价格飙涨。新加坡政府之后将每年的7月21日定为种族和谐日。

## 争论
由巫统掌权的马来西亚联邦政府担心只要新加坡继续留在马来西亚联邦，为马来人和土著而设的马來西亚土著政策将受到破坏并扩大各族间的经济鸿沟，与其解决各族间经济差距的议程背道而驰。与此同时，人民行动党则不断倡导马来西亚人的马来西亚——即马来西亚各族无论经济情况为何都应该受政府的公平对待。联邦政府也担心新加坡港口的经济优势会削弱吉隆坡作为马来西亚政治中心的地位。
新加坡州和联邦政府在经济方面也存有分歧。尽管马来西亚协定中双方同意建立一个共同市场，但新加坡在和马来西亚的其它州属进行贸易时依然处处受限。作为报复，新加坡拒绝向沙巴和砂拉越提供之前已达成共识的经济发展贷款。马新双方的紧张局势不断升级，各项谈判皆以失败告终。双方通过演讲、文章互相谩骂。巫统的极端分子更要求警方逮捕李光耀。

## 逐出
1965年8月7日，时任首相东姑阿都拉曼眼见事态已不可逆转，便在吉隆坡的马来西亚国会提议议员们应对新加坡退出联邦的决议案投下赞成票。尽管人民行动党包括李光耀在内的各个领袖尝试挽回这项决定，1965年8月9日的国会在新加坡议员缺席的情况下依然以126票赞成、0票反对将新加坡逐出马来西亚。当天，李光耀在记者会上宣布自当天起是一个主权独立的国家，而自己则会是这个新国家的总理。期间李光耀说了一这段话：“每当回顾签署协议，使新加坡脱离马来西亚的那个时刻，我们总会感到痛苦，因为我一辈子都相信合并和两地统一。地理、经济和亲属关系把人民连在一起”，并一度难过留泪，导致记者会被迫中断。
尽管一般上民众对于这段历史的认知是马来西亚单方面将新加坡逐出联邦，但是根据2015年解密的“信天翁档案”（1980年代的采访中，吴庆瑞把马来西亚比喻为“挂在他们脖子上的信天翁”），早在1964年7月，人民行动党和联盟政府就为独立事宜展开了相关谈判。而东姑在12月首次告诉吴庆瑞他想要新加坡从马来西亚脱离出去时，李光耀和吴庆瑞对此都非常高兴。李光耀在亲笔信中授权吴庆瑞跟敦拉萨等马来西亚高层谈判分家事宜。隔年，双方对相关事宜进行了各方面的协调，这么一来当东姑阿都拉曼在宣布“逐出新加坡”而人民行动党“被迫”独立组成政府的时候，这一连串的事件看起来就会像是“既成事实”(法語：fait accompli)，那么独立事宜就不会受到支持新马合并的大众以及相关势力的阻挠。加上在冷藏行动中已获得的政治利益——瘫痪新加坡的左翼势力并且逮捕了林清祥在内等社阵领袖，李光耀和吴庆瑞相信这么做能让新加坡得到“全世界的好处”，即共同市场、政治稳定并创造经济扩张，新加坡也得以享受自治，不受吉隆坡干扰。此外，李光耀也写道“新加坡比大马更繁荣和蓬勃发展的愿景，最是吸引人”。
1965年12月宪法修正案通过后，新加坡州正式独立成为新加坡，新加坡州元首则成为新加坡总统，新加坡立法议会改为新加坡国会。马来亚和英属婆罗洲元依然是新加坡法定货币，一直到1967年推出新加坡元为止。在推出新加坡元之前，马新双方曾讨论是否要推出一个共同货币，但并未成功。

## 延伸阅读
- Chan, Heng Chee. . Singapore; Kuala Lumpur: Oxford University Press. 1971. OCLC 462273878.
- Lee, Kuan Yew.  (PDF). Government of Singapore (archived on the National Archives of Singapore（英语：National Archives of Singapore） website). 19 November 1961. （原始内容 (PDF)存档于9 August 2014）. (An interview with the Prime Minister of Singapore regarding merger negotiations.)
- Lim, Siew Yea. . Contemporary Postcolonial and Postimperial Literature in English.   [9 August 2014]. （原始内容存档于21 August 2012）.
- Mohamed Noordin Sopiee.  2nd. Kuala Lumpur: University of Malaya Press. 2005. ISBN 978-9831001943.